# Seven Is a Jolly Good Time
Seven Is a Jolly Good Time is het laatste album van de Britse progressieve rock-band Egg.
Dit album is een verzamelalbum, of beter een heruitgave van het eerste album, uitgebreid met twee nummers, waaronder het nummer waar het album zijn titel aan ontleent..

## Tracklist
1. Bulb
2. While growing my hair
3. I will be absorbed
4. Fugue in D minor
5. They laughed when I sat down at the piano...
6. The song of McGillicudie the Pusillanimous (or don't worry James, your socks are hanging in the coal cellar with Thomas)
7. Boilk
8. Symphony No.2:
  1. Movement 1
  2. Movement 2
  3. Blane
  4. Movement 4
9. Seven is a jolly good time
10. You are all princess

## Bezetting
- Dave Stewart: orgel, piano en toongenerator
- Mont Campbell: basgitaar, zang
- Clive Brooks: drums